# 下包恩-休爾姆山
46°56′51″N 8°33′24″E / 46.94750°N 8.55667°E

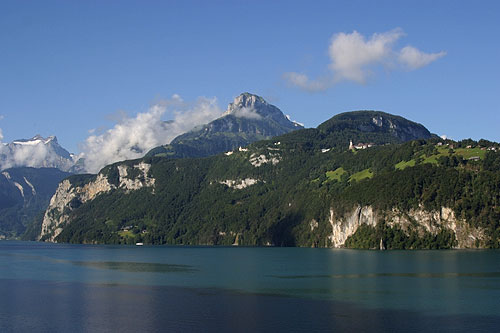

下包恩-休爾姆山（Niederbauen-Chulm），是瑞士的山峰，位於該國中部，處於下瓦爾登州和烏里州接壤的邊界，屬於烏里山的一部分，海拔高度為1,923米。